# Amauti
Un amauti (aussi appelé Amaut ou amautik, amautiit au pluriel) est une parka portée par les femmes inuites du nord-est canadien. Il s'agit d'un vêtement porté par les mères car jusqu'à l'âge de deux ans, l'enfant se blottit contre le dos de sa mère dans l'amaut, au sein de la poche intégrée pour bébé juste en dessous de la capuche, cette pochette y est grande et confortable pour bébé.
La mère peut donc amener l'enfant de l'arrière vers l'avant pour l'allaiter ou pour les fonctions émonctoires du bébé et ce sans l'exposer au conditions météorologique.
Cette parka traditionnelle inuite de l'Arctique de l'Est est donc conçue pour garder l'enfant au chaud mais aussi conçue pour garder l'enfant à l'abri des engelures, du vent et du froid, contribue également à développer le lien entre la mère et l'enfant.

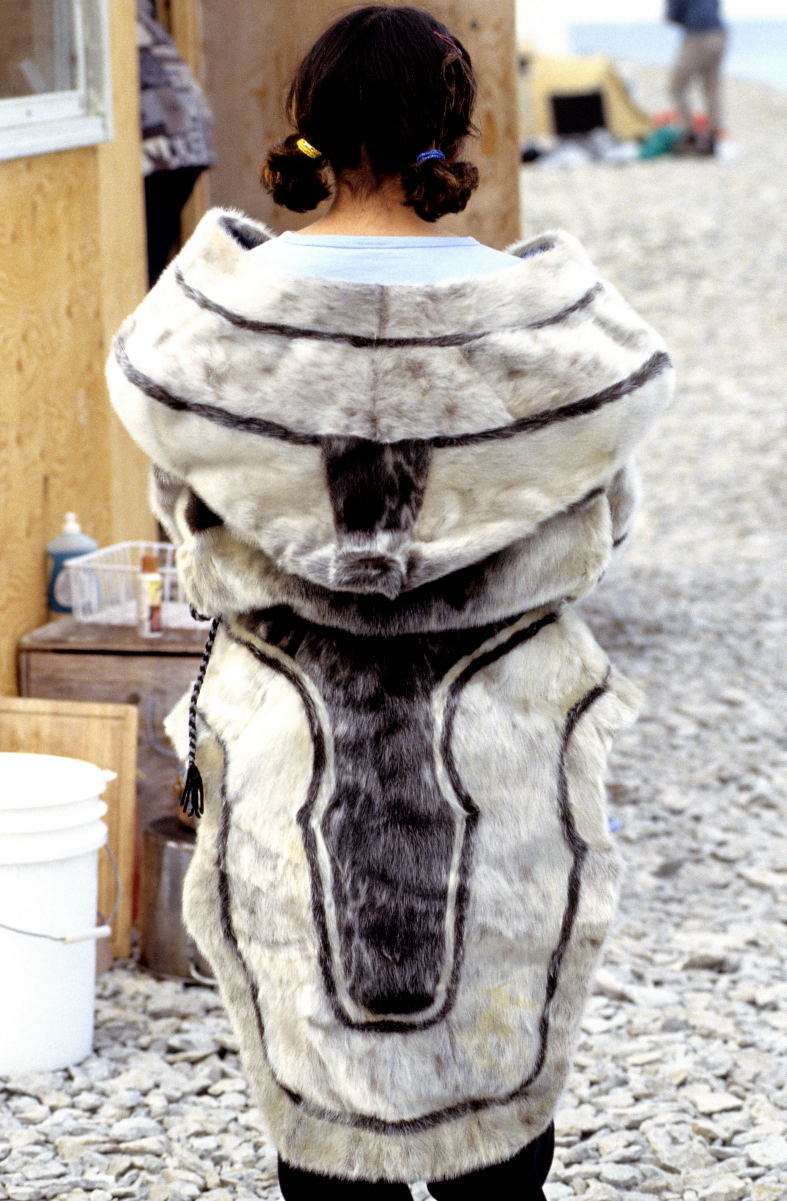
Arrière d'un amauti, 1999

## Appellation
| langue                     | amauti à longue queue | amauti de style jupe   |
| -------------------------- | --------------------- | ---------------------- |
| Iñupiaq                    | non utilisé           | amaaġun ~ amaunnaq     |
| Nattiliŋmiut               | akulik                | amauti                 |
| Inuinnaqtun                | ᐊᑯᖅ akuq              | ᐊᒪᐅᑎ amauti            |
| Inuits du caribou          | ᐊᑯᖅ akuq              | ᐊᖏᔪᖅᑕᐅᔭᖅ angijuqtaujaq |
| dialecte du nord de Baffin | ᐊᑯᖅ akuq              | ᐊᖏᔪᖅᑕᐅᔭᖅ angijuqtaujaq |

## La fabrication de l'amaut
L'amauti peut être fabriqué à partir de différents matériaux comme la peau de phoque, de caribou ou bien du "duffle", qui est un tissu en laine épais, enfin on trouve aussi une couche externe coupe-vent. Les amautiit en tissus ont progressivement remplacé ceux en peau.
Les enfants sont encore souvent portés de cette manière dans les communautés de l'arctique occidental, dans les provinces canadiennes du Nunavut et du Nunavik notamment mais aussi dans les Territoires du Nord-Ouest, au Groenland, au Labrador, dans l'arctique russe et en Alaska.

## Le placement de l'enfant dans le vêtement
De nombreux observateurs extérieurs pensent que l'enfant est porté dans la capuche de l'amauti, et cette représentation erronée peut être observée dans de nombreuses œuvres d'art, or ce n'est pas le cas.
La capuche est agrandie dans un amauti pour permettre à l'enfant et à la mère d'être couverts ensemble car en réalité, l'enfant est porté dans le dos élargi et allongé du vêtement.
L'enfant est transporté avec le ventre contre le dos de la mère et les genoux pliés. Le vêtement est fixé à la taille par un lien ou une ceinture, cela empêche l'enfant de glisser en dehors de la pochette.
Le poids de l'enfant est reparti via les épaules du vêtement, même si ce poids est redistribué, généralement, par une structure en "V" formé de deux liens, à partir de la clavicule, la base est fixée par le lien situé à la taille.
Un dernier lien s'attache au bord avant de la capuche, ce qui permet à la mère de soit permettre d'ouvrir la capote pour un enfant curieux de son environnement d'émerger, soit de permettre la fermeture de la capote afin de protéger l'enfant du vent et des éléments.

## Vêtements d'hiver et d'été

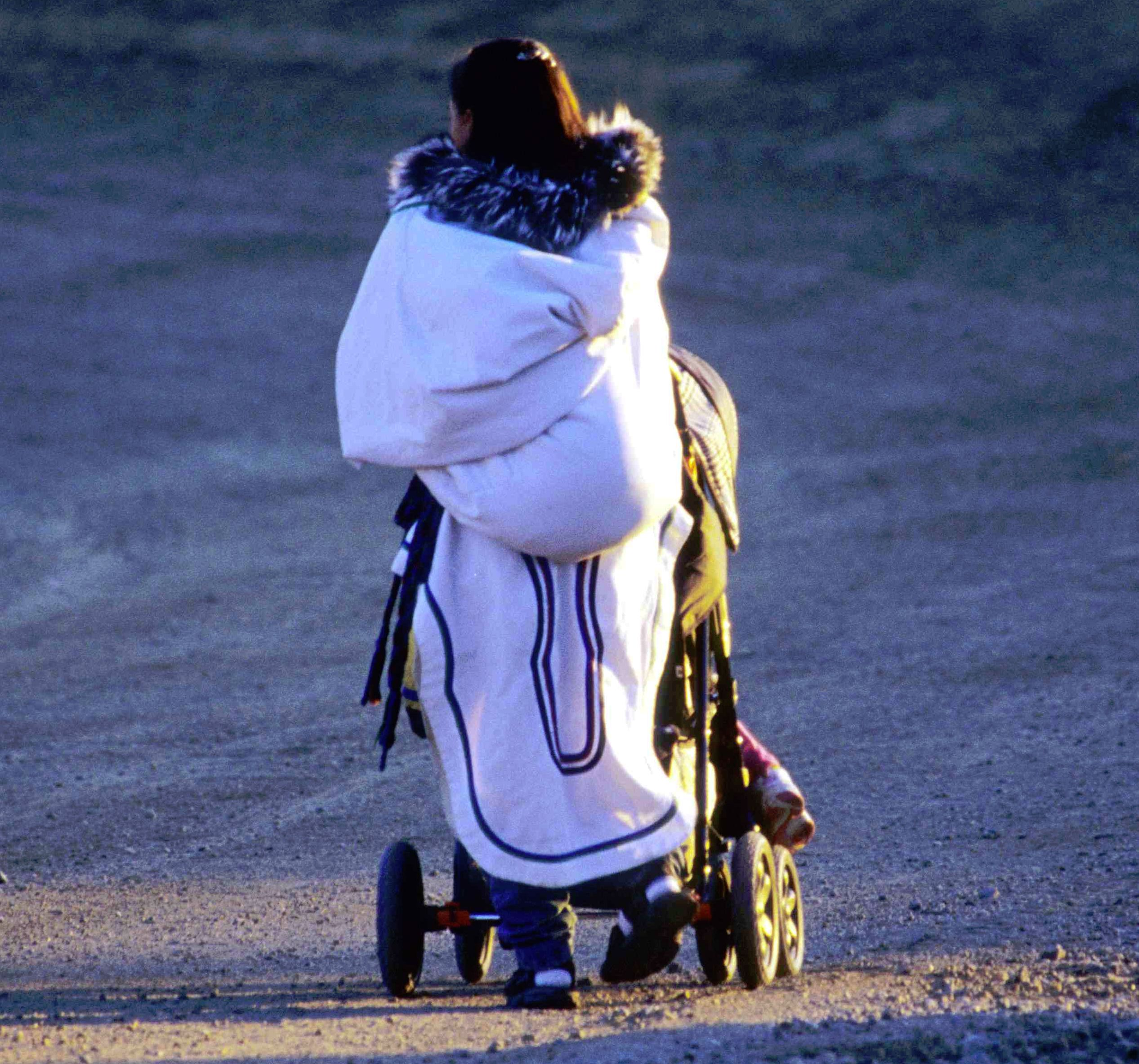
Une femme inuite portant un amautiq (style à longue queue, angijuqtaujaq) tout en poussant une poussette en 2002 à Kinngait,Nunavut.

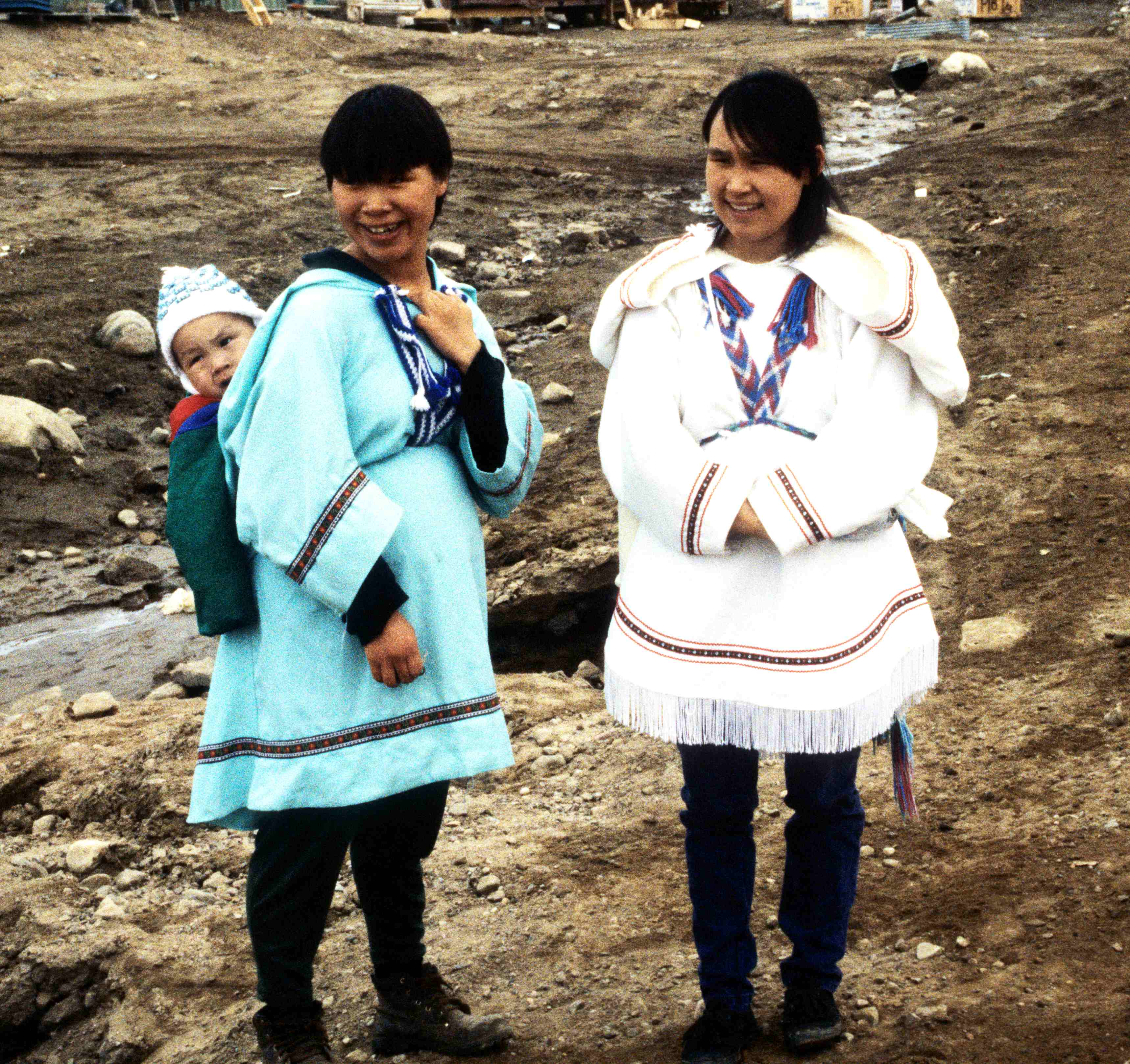
Deux femmes inuites portant lamautiit (style jupe ou akulik) en 1995 au Nunavut.

Il existe généralement deux type d'amauti.
D'abord le type à jupe dit akulik, qui se porte comme une robe (image de droite), porté en été. Soit un type, qui est à longue queue, nommé angijuqtaujaq, porté en hiver.
Le dos y est plus long et possède un ourlet stylisé en forme de queue à l'arrière (image de gauche).
La forme de la capuche, la décoration et la forme de la queue évoquent toutes la région d'origine d'un amauti. Les manches et l'ourlet d'un angijuqtaujaq sont garnis de rayures de couleur unie qui soulignent la coupe féminine/maternelle et le balancement de la « queue ».
Le angijuqtaujaq est traditionnellement accompagné d'une housse en coton blanc, nommé silapak. Le silapak existe dans d'autres couleurs unies, avec une couche intérieure molletonnée, qui est également garnie, d'une autre couleur unie plus foncée.
Par le passé, les queues plus longues des angijuqtaujaq étaient décorées de talismans tels que des perles, des coquillages et des pièces percées. Ces talismans ont été considérés comme « païens » par l'Église donc soumis à une désapprobation, ce qui amené à une réduction de laquelle la fréquence à laquelle ils ont été utilisés.
On raconte que les talismans attiraient les esprits vers la queue oscillante et ainsi protégeaient les ovaires (et donc la fertilité), situés à l'avant, de l'attraction des attentions des esprits.
Les amauti d'été, plus modernes, n'ont pas de manche et sont moins isolants. Ces amauti permettent le port de l'enfant lors de la cueillette des baies et dans d'autres activités estivales. Ils peuvent aussi être utilisés pendant les mois d'hivers, avec une parka surdimensionnée qui couvre la mère mais aussi l'enfant et ce en même temps.
L'amauti d'été est généralement fabriqué à partir d'un tissu matelassé avec divers motifs.

## Amauti dans la mode
Un amauti, perlé par Ooloosie Ashevak qui est la belle-fille du célèbre artiste inuit Kenojuak Ashevak, a été vendu aux enchères pour 19 200 $ chez Waddington, pour une estimation entre 4 000 $ et 6 000 $.